# 事相家
事相家（じそうか）とは、真言密教における実際修行の面を研鑽する僧、あるいは研究家のことをいう。密教の内容を分類した場合に、教相（きょうそう）と事相との二門となるが、教相とは教理的方面の攻究をさし、事相とは実際修行の方法はいかにすべきかを説明する方面をいう。教相は事相の上の原理を説明し、事相は教相の原理のうえにたち事作法（実践行）を行う。したがって、事相・教相は鳥の双翼、車の両輪のように一体でなければならない。